# 雨音 (久保田利伸の曲)
「雨音」（あまおと）は、久保田利伸の10枚目のシングル。1991年11月1日に発売された。発売元はSony Records。

## リリース
アルバム『PARALLEL WORLD I“KUBOJAH”』のシングルカット作品として、1991年11月1日にSony Recordsからリリースされた。
8cmCD盤は、2種類ジャケット写真が存在する。

### 再発盤
2005年8月24日にマキシシングルにて再発売された。

## 収録曲
| 全作詞・作曲: 久保田利伸。 |                          |            |            |      |
| #                          | タイトル                 | 作詞       | 作曲・編曲 | 時間 |
| 1.                         | 「雨音」                 | 久保田利伸 | 久保田利伸 | 4:17 |
| 2.                         | 「Love Like a Rastaman」 | 久保田利伸 | 久保田利伸 | 5:33 |
| 合計時間:                  | 合計時間:                | 9:50       |            |      |

## タイアップ
| # | 曲名     | タイアップ                                   | 出典  |
| - | -------- | -------------------------------------------- | ----- |
| 1 | 「雨音」 | カメリア ダイヤモンド TV-CF イメージ・ソング | [ 2 ] |